# Crotalaria brevipedunculata
Crotalaria brevipedunculata är en ärtväxtart som beskrevs av Donald Richard Windler. Crotalaria brevipedunculata ingår i släktet sunnhampor, och familjen ärtväxter. Inga underarter finns listade i Catalogue of Life.